# Powrót do Wiklinowej Zatoki
Powrót do Wiklinowej Zatoki – serial animowany produkcji polskiej. Zawiera 7 odcinków.

## Opis
Wczesną wiosną w rodzinne strony powracają bociany, Funio i Dusia. Oprócz dobrze już znanych postaci, Archibalda i Serafina, pojawiają się nowe, między innymi zimorodki, które przysporzą piżmakowi i szczurowi sporo kłopotów.

## Obsada
- Cezary Morawski – Serafin
- Krzysztof Tyniec – Archibald
- Joanna Dziuba – Melania
- Aleksandra Rojewska – Cecylia
- Jacek Sołtysiak – Bartek
- Wojciech Słupiński – Arnold
- Anna Apostolakis
- Beata Kawka
- Jolanta Wołłejko-Plucińska
- Karina Szafrańska
- Marek Frąckowiak
- Paweł Galia
- Artur Kaczmarski
- Jerzy Mazur

## Spis odcinków
1. Nareszcie wiosna!
2. Stary młyn
3. Znowu razem
4. Smak wolności
5. Każdy chce mieć dom
6. W szponach porywacza
7. Kto odlatuje, kto zostaje